# Strauzia longipennis
Strauzia longipennis är en tvåvingeart som först beskrevs av Christian Rudolph Wilhelm Wiedemann 1830.  Strauzia longipennis ingår i släktet Strauzia och familjen borrflugor. Inga underarter finns listade i Catalogue of Life.